# المر اس دایلی
المر اس دایلی (به انگلیسی: Elmer S. Dailey) یک کشتی بود که طول آن ۱۰۵٫۲ فوت (۳۲٫۱ متر) بود. این کشتی در سال ۱۹۱۵ ساخته شد.